# ناحیه بسکره
ناحیه بسکره (به عربی: دائرة بسکرة) یک ناحیه در الجزایر است که در استان بسکره واقع شده‌است.